# باتريك شي
باتريك شي (بالإنجليزية: Patrick Shea (Utah lawyer))‏ (و. 1948 – م)هو محامي من الولايات المتحدة الأمريكية . ولد في الولايات المتحدة الأمريكية .
وهو عضو في الحزب الديمقراطي الأمريكي .

## التعليم
تعلم في جامعة أوكسفورد، وجامعة ستانفورد، وكلية هارفارد للحقوق.

## مناصب وهيئات
أدار جامعة بريغام يونغ، وجامعة يوتا.